# Eastern Indiana Motor Car

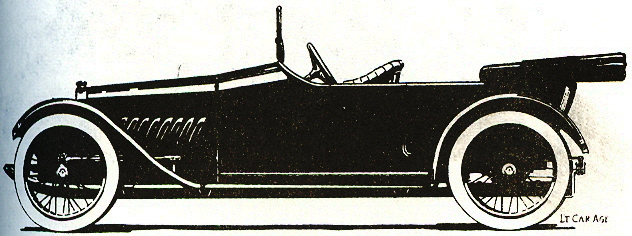
EIM Tourenwagen (1915)

Die Eastern Indiana Motor Car Company war ein US-amerikanischer Automobilhersteller in Richmond (Indiana). 1915 wurden dort Kleinwagen unter dem Namen EIM gebaut. Noch im Jahr der Gründung musste die Eastern Indiana Motor Car Company ihre Tore wieder schließen.

## Fahrzeuge
Der EIM hatte einen Niederrahmen, wobei jedoch der Vierzylindermotor mit 18 bhp (13,2 kW) Leistung und das angeflanschte Getriebe nicht in den Rahmen eingebaut, sondern auf ihn aufgesetzt waren. Die angetriebene Hinterachse hatte eine Dreipunktaufhängung. Der Wagen war mit einer Tourenwagen-Karosserie mit hintereinander angeordneten Sitzen (Tandem) und einem Klappverdeck versehen.
| Modell   | Bauzeitraum | Zylinder | Leistung         | Radstand | Aufbauten                    |
| -------- | ----------- | -------- | ---------------- | -------- | ---------------------------- |
| Cyclecar | 1915        | 4 Reihe  | 18 bhp (13,2 kW) | 2642 mm  | Tourenwagen 2 Sitze (Tandem) |